# Raul Belém Machado
Raul José de Belém Machado (Araguari, 11 de março de 1942 - Belo Horizonte, 18 de setembro de 2012) foi um cenógrafo, figurinista e arquiteto, com especialidade em cenotécnica, graduou-se em 1968 pela Universidade Federal de Minas Gerais.
Raul nasceu na cidade de Araguari, no Triângulo Mineiro, filho de uma pianista e animadora cultural da cidade. Cresceu em meio a música e festas populares, aprendendo logo cedo a tocar flauta e piano. Mudou-se para Belo Horizonte em 1964 para cursar arquitetura na Universidade Federal de Minas Gerais. Estreou no teatro no ano seguinte como flautista e integrante do coro da peça Antígona, de Sófocles, dirigida por Ítalo Mudado.
Faleceu em 18 de setembro de 2012, em Belo Horizonte, aos 70 anos, enquanto realizava tratamento contra um câncer.

## Carreira
O começo na cenografia foi em 1968, no espetáculo "Procura-se Uma Rosa", com Carlos Alberto Ratton.
Em 1973 participou da XII Bienal de São Paulo.
Foi diretor artístico do Palácio das Artes em Belo Horizonte, onde produziu cenários e figurinos de balés, espetáculos teatrais e óperas. Em 2001 foi o responsável pelo cenário da ópera Aída, produzida pela Fundação Clóvis Salgado no ano de 2001. É dele também o cenário das óperas O Guarani, montada em 2002, e de Turandot em 2004. Trabalhou como Coordenador Artístico do Centro Técnico de Produção da Fundação Clóvis Salgado - Marzagão, local aonde acontecem cursos e oficinas de formação de mão de obra especializada para as artes cênicas.
Raul Belém Machado deu aulas no Instituto de Filosofia, Arte e Cultura da Universidade Federal de Ouro Preto (Ufop), em diversos cursos livres, oficinas, seminários e no Centro de Formação Artística (CEFAR) da Fundação Clóvis Salgado.
No dia 30 de junho de 2008, a Secretaria de Estado de Cultura de Minas Gerais e a Fundação Clóvis Salgado lançaram o livro Raul Belém Machado: o arquiteto da cena, que conta a história do cenográfo. Com texto e edição de Régis Gonçalves, pesquisa de Bernardo Novais Machado e projeto gráfico de Lúcia Nemer, o livro faz parte do projeto Palácio das Artes: Memória, que consiste na publicação de fascículos que contam a história de importantes nomes ligados à arte e cultura de Minas Gerais.